# Sigrun Richter
Sigrun Richter   (Marburg, 1964) és una destacada llaütista alemanya, molt buscada per les seves interpretacions en solitari tant de repertoris renaixentistes com barrocs. A més d'actuar en solitari, és igualment coneguda pel seu extens treball com a acompanyant i baix continu amb nombrosos conjunts arreu d'Europa.
Sigrun Richter va estudiar música a Frankfurt i va continuar els seus estudis de llaüt amb Konrad Junghänel a la Musikhohschule Cologne. Una part important de la carrera de Sigrun Richter es dedica a la docència: de 1983 a 2000: professora de llaüt i interpretació d'instruments d'època a la "Musikhochschule (escola secundària de música) de Saarbrücken; des de 1983: professora al Konservatorium de Frankfurt; classes magistrals a Itàlia i Alemanya.

## Carrera d'intèrpret
La carrera actuant Sigrun Richter es dedica a la música de llaüt dels segles xvi i xvii. També atorga una gran importància al directori de chitarrone i a l'estudi de certs tipus de chitarrones del segle xvii, tal com ho descriuen Kapsberger, Piccinini, Praetorius i Mersenne. Al costat de la seva carrera en solitari, Sigrun Richter també ha acompanyat la soprano Gundula Anders i el gambista Hille Perl.

## Discografia
en solitari
Sigrun Richter ha publicat dos enregistraments en solitari dedicats al repertori de llaüt al segell Ambitus:
- 1989: Els nous acords: les obres de Pierre Gaultier Orlénois, Pierre Gaultier (1599 - 1681)
- 1992: Les Accords Nouveaux II: aus Pierre Ballard, Tabulature de diversos autors sobre nous acords, 1631 i 1638 (suites per a llaüt de René Mesangeau, Nicolas Bouvier, Dubuisson (Étienne Houselot), Nicolas Chevalier i François Dufaut).

Col·laboracions
També ha col·laborat en diversos enregistraments publicats als segells CPO, Christophorus i Ambitus:
- 1998: Dietrich Becker: Sonates and Suites per "The Ensemble Parnassi Musici";
- 2001: Del Cielo d'Amor de Gundula Anders, (soprano), Hille Perl (viola da gamba i Lirone) i Sigrun Richter (arxillaüt i chitarrone);
- Io canterei d'amor, música de M. Cara, B. Tromboncino, S. Festa, C. de Sermisy del "Chanterelle Ensemble"", Gundula Anders, (soprano), Liane Ehlich (flauta renaixentista) i Sigrun Richter (llaüt);
- Sonaten 1681[3] d'Heinrich Ignaz Franz Biber amb el "Sanssouci Ensemble Hamburg".

Recentment, Sigrun Richter ha reprès el treball del repertori francès amb l'objectiu de publicar un nou enregistrament en CD dins de la sèrie Les Accords Nouveaux.